# La Vallée de la mort verte
La Vallée de la mort verte est la trente-huitième histoire de la série Les Aventures de Buck Danny de Jean-Michel Charlier et Victor Hubinon. Elle est publiée pour la première fois dans le journal Spirou du no 1762 au no 1781. Puis est publiée sous forme d'album en 1973. C'est le premier volet de la trilogie des aventures de Buck Danny au Sarawak.

## Résumé
Surpris par un typhon lors d'une patrouille en mer de Chine, en perdition, Sonny Tuckson parvient à s'éjecter au-dessus de la jungle dense qui couvre la cote nord de Bornéo. Le lendemain, repéré par un mystérieux jet, il échappe miraculeusement à des tueurs jaillis de la jungle. Son émetteur de secours étant toujours en marche il est détecté par un des F-4 Phantom du porte-avions USS Ranger. Les hommes en armes l'ont repéré et vont essayer de faire croire aux secours américains que l'accident a eu lieu beaucoup plus loin en emportant l'émetteur en avion.
Par miracle, Sonny est retrouvé par l'hélicoptère de recherche piloté par Buck et Tumbler juste avant que leur appareil soit abattu par deux chasseurs Saab 35 Draken de la milice locale. Traqués par ces mystérieux ennemis et entourés par le feu débuté par le crash de leur hélicoptère, nos amis vont tenter de découvrir la base secrète des avions fantômes. Ils atteignent une mystérieuse vallée, couverte à perte de vue par une immense plantation et trouvent ainsi le repaire des avions. Du même coup, ils découvrent le terrible et fantastique secret protégé par les tueurs volants : les plus vastes cultures de pavots du monde. Ce stock fabuleux sert à alimenter le marché mondial d'opium. Ce projet diabolique mêle la Mafia américaine et le général Shim, sultan absolu du Nord Sarrawak
Dans les champs, ils sont repéré par les patrouilles et Tumbler touché par une balle, Buck décide de se laisser capturer avec lui pendant que Sonny reste caché dans la plantation. Buck rencontre alors le dirigeant du trafic de pavots, Rocky Voltere, en lien avec le général Shim. La nuit venue, Sonny s'infiltre dans la base aérienne des trafiquants et délivre ses coéquipiers. Ils font semblant de s'échapper puis volent un avion d'épandage et parviennent à quitter la vallée.
Poursuivis par les chasseurs ennemis, ils sont sauvés par l'arrivée des F-4 Phantom du Ranger. Revenus sur le porte-avions, une intervention pour contrer les trafiquants parait improbable au commandant, le Sarrawak étant un sultanat indépendant et souverain sur ses terres.

## Contexte historique
En 1856, est créée une compagnie commerciale chargée de gérer l'exploitation des monopoles gouvernementaux, particulièrement les ressources d'opium et d'antimoine, et le développement commercial du Sarawak. La Borneo Company est donc enregistrée à Londres avec un capital initial de 60 000 livres et acquiert son premier bâtiment, baptisé le Sir James Brooke, qui assure la liaison commerciale entre le Sarawak et Singapour. D'abord seule compagnie occidentale sur les territoires sous influence britannique à Bornéo, la création de la North Borneo Company fin 1877, vient concurrencer la Borneo Company de Sarawak.
En fait, le commerce de l'opium était si rentable qu'en 1910, le gouvernement changea les règles du monopole afin qu'un syndicat, financé en partie par le Rajah lui-même et en partie par les capitalistes locaux, puisse désormais participer au processus d'appel d'offres. Le Sarawak Opium Farm Syndicate, doté d’un capital de 150 000 dollars a été retenu.
En 1925, le rapport annuel du Sarawak indiquait que les revenus tirés de ces exploitations s'établissaient à 1 307 488 dollars et les revenus tirés des droits d'importation de 442 552 dollars et les droits à l'exportation de 959 460 dollars.
En 21 septembre 1969, le président Nixon annonce par surprise l'Opération Interception, visant à lutter contre le trafic de cannabis en fouillant chaque véhicule traversant la frontière avec le Mexique. L'opération est un échec, mais réussit à faire de la lutte contre la toxicomanie et du thème de la « drogue » une priorité nationale. Au cours des années 1970, le Mexique se laissera convaincre d'organiser l'Opération Condor afin de lutter contre la culture d'opium et de cannabis dans le « triangle d'or », en particulier le Sinaloa. L'opération, elle aussi, échouera: bien que de nombreux petits paysans et petits trafiquants furent arrêtés, des villages entiers furent contraints d'émigrer, tandis que de nombreuses violations des droits de l'homme étaient commises, et qu'aucun gros bonnet n'était attrapé.
D'après la DEA, la vente au détail d’héroïne atteint au début des années 1970 un chiffre d'affaires annuel de près de 500 millions de dollars pour la seule ville de New York.
Parallèlement à la politique officielle des États-Unis, la CIA participe à de nombreux trafics de stupéfiants dans le monde afin de financer ses opérations, ce qui conduit parfois à créer de vives tensions entre l'agence de Langley et la DEA, par exemple au Pérou avec l'affaire Fujimori. Pendant la guerre du Viêt Nam, elle finance ainsi les opérations militaires au Laos, menées par les combattants irréguliers Hmong du général Vang Pao, par le trafic d'opium. En Amérique latine, la DEA reçoit pour instructions de la CIA de ne pas perturber le trafic de cocaïne entre la Bolivie et l'Amérique centrale, qui contribue au financement des Contras (paramilitaires anticommunistes du Nicaragua).

## Avions

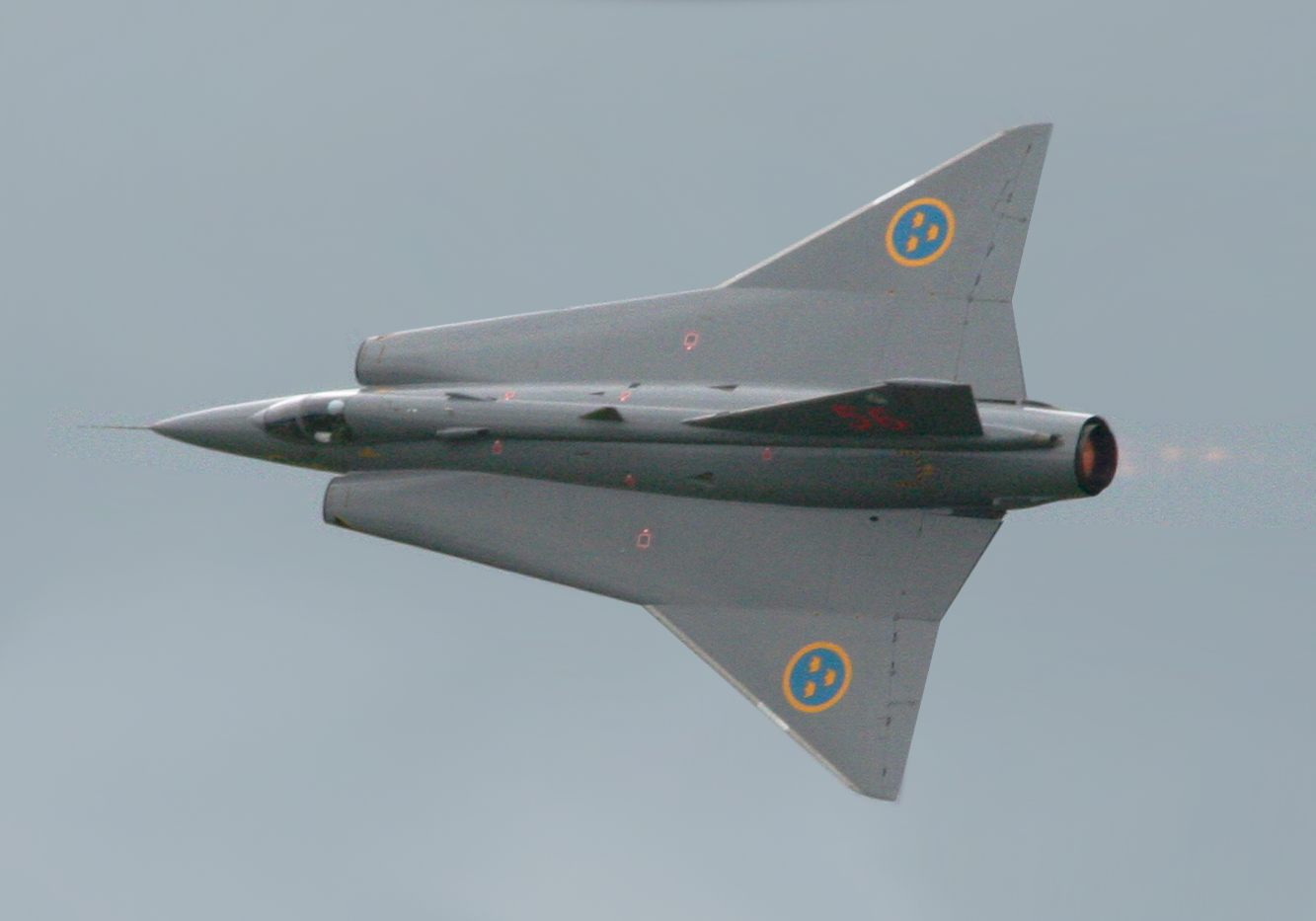
Saab J-35 Draken

- Vought F-8 Crusader
- McDonnell Douglas F-4 Phantom II
- Saab J 35 Draken
- Sikorsky SH-34G Seabat
- Beagle B206 Basset
- Piper PA-25 Pawnee

## Historique
Buck Danny, Sonny Tuckson et Tumbler ont retrouvé dans cet album sorti en janvier 1973, le service actif en Mer de Chine Méridionale après leurs périples au sein de l’équipe des "Blue angels".